# Закон необходимого разнообразия
Закон необходимого разнообразия (англ. the law of requisite variety) — кибернетический закон, сформулированный Уильямом Россом Эшби и формально доказанный в работе «Введение в кибернетику».

## Математическая формулировка
Пусть заданы {\displaystyle x} — элементы множества состояний управляемого (системы, процесса) {\displaystyle X} и {\displaystyle u} — управления из множества управлений {\displaystyle U}. Управление переводит состояние {\displaystyle x} в состояние {\displaystyle y}, то есть
{\displaystyle u\colon x\to y\in Y\subseteq X.}
Пусть также заданы вероятности реализации {\displaystyle x}, {\displaystyle y} и {\displaystyle u} на соответствующих множествах. Тогда {\displaystyle X} будет неуправляемым, если
{\displaystyle H(y)\geqslant H(x),}
где {\displaystyle H()} — энтропия соответствующей случайной величины. Это определение опирается на второе начало термодинамики, утверждающее, что при отсутствии управления энтропия замкнутой системы не уменьшается.
Поскольку из определения вытекает, что целью управления является снижение энтропии управляемого, то есть {\displaystyle H(y)<H(x)}, то закон необходимого разнообразия утверждает, что
{\displaystyle H(y)\geqslant H(x)-I(u,x),}
где {\displaystyle I(u,x)=H(u)-H(u|x)} — количество информации в {\displaystyle u} об {\displaystyle x}, а {\displaystyle H(u|x)} — условная энтропия.
Словесно это можно записать так: разнообразие (энтропию) управляемого можно понизить не более чем на величину количества информации в управляющей системе об управляемом, которое равно разнообразию (энтропии) управления за вычетом потери информации от неоднозначного управления.
Или более коротко: управление тем лучше, чем больше разнообразие управляющего воздействия и чем меньше потери от неоднозначности управления.
В предельной формулировке: оптимальное управление достигается при условии
- соответствия разнообразия управляющего воздействия разнообразию управляемого;
- строгой однозначности управляющего воздействия.

## Смысл закона
Эшби рассматривал энтропию как характеристику разнообразия системы, поскольку она определяется вероятностями реализации состояний и достигает своего максимума на равномерном распределении (максимальное разнообразие — это когда любое состояние может реализоваться с равной вероятностью), а минимума — когда какое-то одно состояние реализуется с вероятностью, равной 1. Тогда управление заключается в таком преобразовании множества состояний, в результате которого вероятности одних состояний (нежелательных) управляемого уменьшаются, а вероятности других (желательных) увеличиваются, что и обеспечивает понижение энтропии. Согласно закону необходимого разнообразия достичь этого можно за счёт увеличения разнообразия управляющей системы при условии однозначности управления. В интерпретации своего закона Эшби делал основной упор на то, что «сила» управления определяется величиной {\displaystyle H(u)}, полагая, что в результате обучения управляющей системы
{\displaystyle H(u|x)\to 0.}
Действительно, поскольку
{\displaystyle 0\leqslant H(u|x)\leqslant H(u)}
(см. количество информации), то {\displaystyle H(u|x)=0} достигается при однозначном управлении (к каждому состоянию {\displaystyle x} применяется своё единственное управление {\displaystyle u}, при этом к разным состояниям может применяться одно и то же управление, то есть взаимной однозначности не требуется). Это превратило закон необходимого разнообразия в довольно тривиальный принцип, что сложность (другой синоним термина «разнообразие») управления должна соответствовать сложности управляемого. Такая упрощенная точка зрения отражена и в формулировке С. Бира («управление может быть обеспечено только в том случае, если разнообразие средств управляющего (в данном случае всей системы управления) по крайней мере не меньше, чем разнообразие управляемой им ситуации»). Поскольку в каждом конкретном случае управляющая система может применить для управления не все имеющиеся у неё средства, это не означает, что возможно {\displaystyle H(x)<I(u,x)}. Тем не менее отсутствие упоминания о необходимости однозначности управления снижает ценность такой, весьма распространенной в интернете и в среде специалистов, не знакомых с оригинальными работами Эшби, формулировки.
Необходимость учёта ошибок, совершаемых недостаточно обученной системой, особенно существенна при рассмотрении сложных систем. А. П. Назаретян указывает в этой связи, что «признав разнообразие самодостаточной ценностью, да ещё придав этому статус естественнонаучного закона, трудно объяснить необходимость таких ограничителей, как уголовный кодекс, международное право, мораль, правила уличного движения и даже грамматическая норма».
Разумеется, эти и множество иных ограничений разнообразия систем связаны не только с ошибками из-за недостаточности обучения. Для понимания действия закона необходимого разнообразия следует учитывать, что управляющие системы, как правило, должны рассматриваться как входящие в некоторую иерархию систем: биологический вид является частью биосферы, популяции входят в биоценозы, человек принадлежит обществу и т. д. Ограничения, накладываемые верхним уровнем иерархической системы на свои подсистемы, учитываются законом иерархических компенсаций (законом Седова), который был интерпретирован Назаретяном как обеспечение роста разнообразия верхнего уровня системы снижением разнообразия нижних иерархических уровней. Перенос разнообразия с нижних уровней на верхний уменьшает потери от неоднозначности (величину {\displaystyle H(u|x)}) и, следовательно, улучшает управление.
Можно показать, что закон Седова в интерпретации Назаретяна безусловно справедлив, если верхний уровень системы способен обеспечить оптимальное управление. В других случаях рост разнообразия подсистем может как повышать, так и понижать разнообразие управления.

## Закон и потеря управления
Эшби полагал, что потеря управления может происходить только из-за низкого разнообразия (низкой интенсивности) управления {\displaystyle H(u)}. Однако можно показать, что потеря управления может происходить при сколь угодно высоком {\displaystyle H(u)} из-за увеличения {\displaystyle H(u|x)}. Это возникает, когда {\displaystyle u} и {\displaystyle x} «ведут себя» как независимые случайные величины, то есть происходит потеря однозначности управления. Можно показать, что это типично для растущих систем.